# Мері Біл
Мері Біл (англ. Mary Beale; 1633-1699) — англійська художниця епохи бароко, вважається найкращим портретистом Англії XVII століття.

## Біографія
Народилася 26 березня 1633 року у сім'ї священника Джона Кредока. У 1651 році вийшла заміж за торговця з Лондона Чарльза Біла. 
Малювати Мері навчилася у батька, який займався живописом у вільний час. Вона почала писати картини на замовлення у своїй домашній майстерні. У 1665 році сім'я на 5 років переїхала у графство Гемпшир, рятуючись від епідемії чуми та через фінансові труднощі. Після повернення до Лондона, відкрила майстерню, де знову писала на замовлення. На творчіть Мері великий вплив мав художник Пітер Лелі.

## Галерея

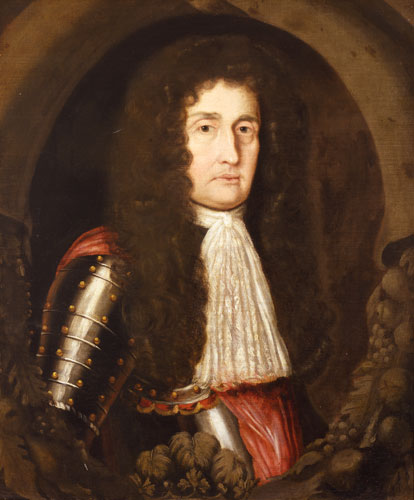
сер Едмунд Ендрос
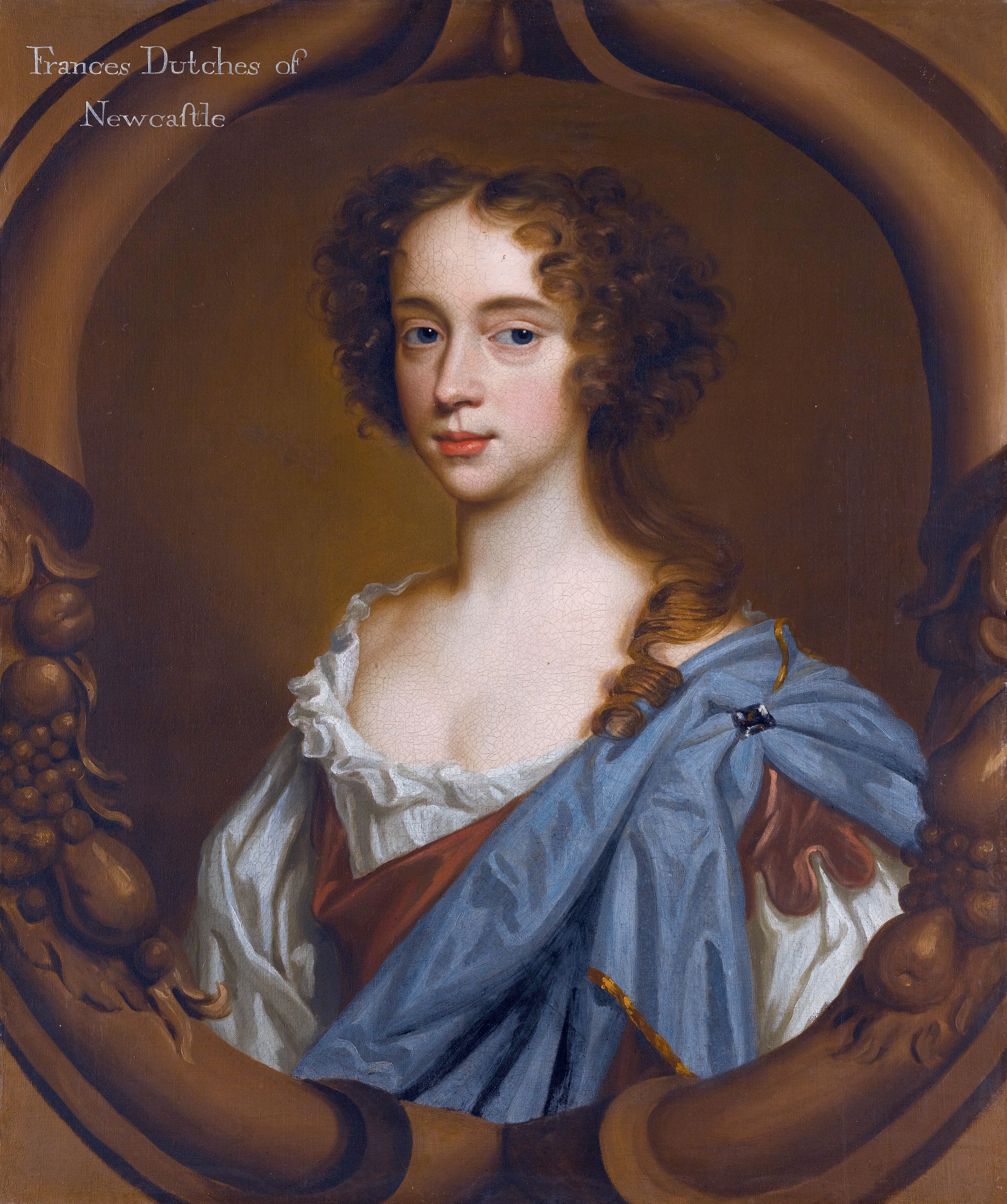
Френсіс П'єррепонт, герцогиня Ньюкасл
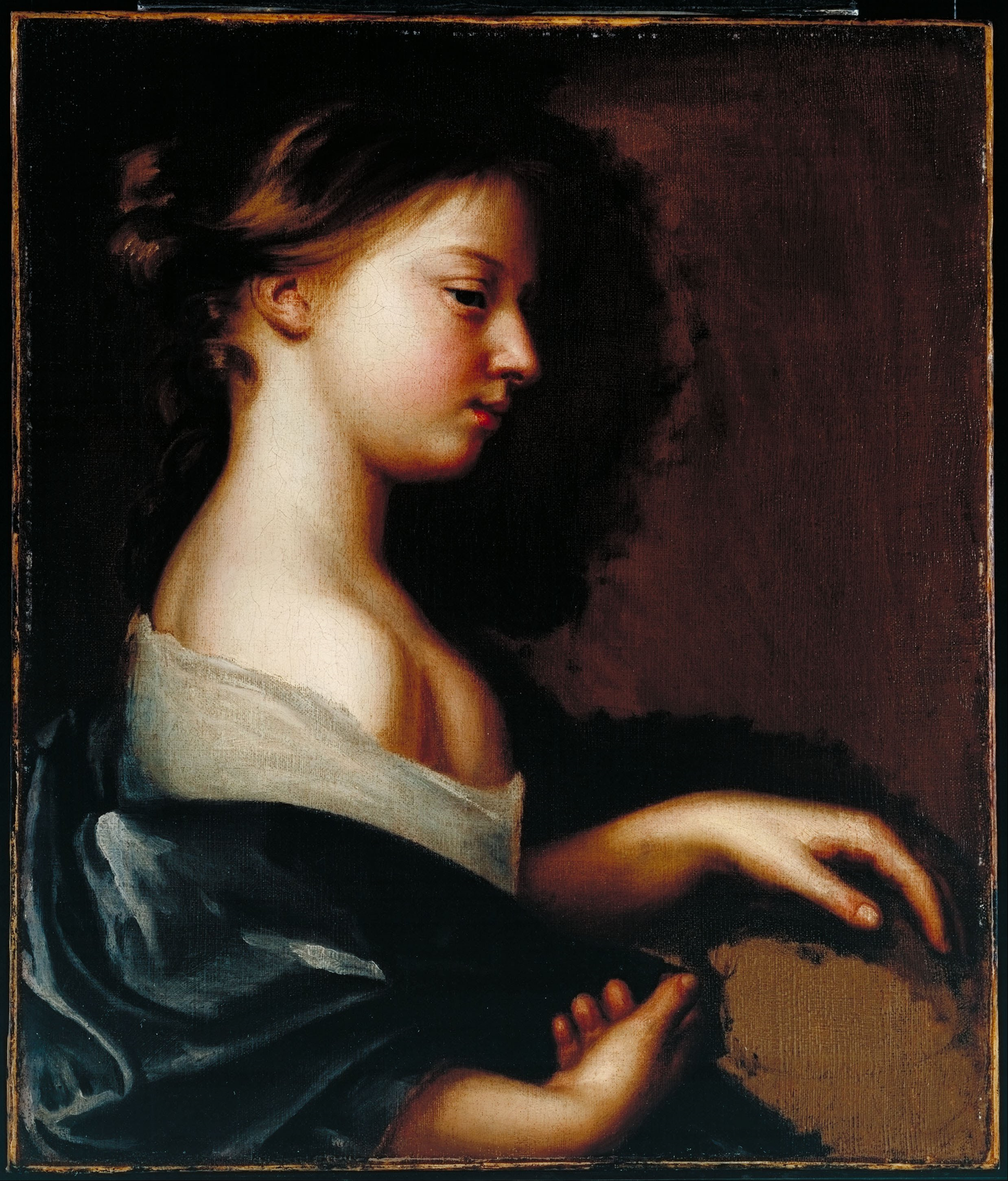
Портрет юної дівчини
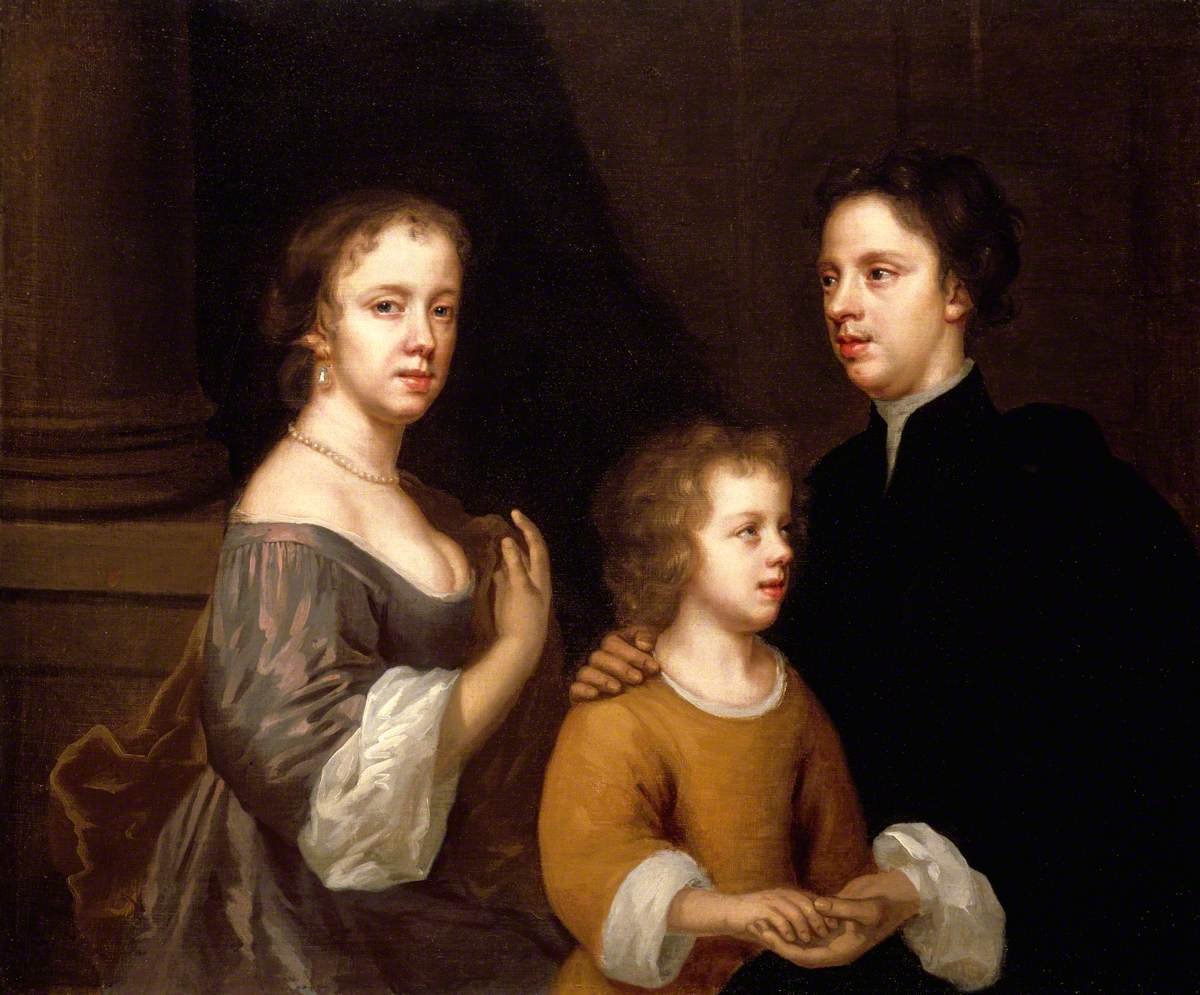
Мері Біл з чоловіком та сином
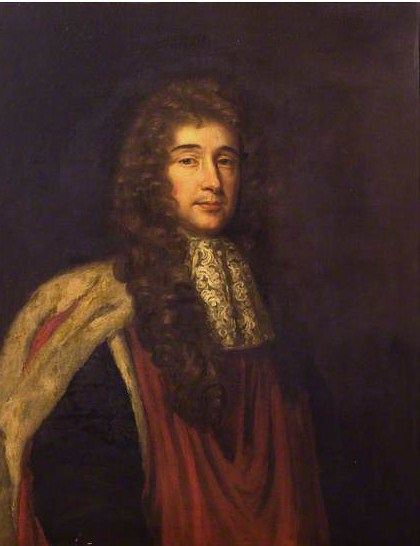
Вільям Крун (1633–1684)
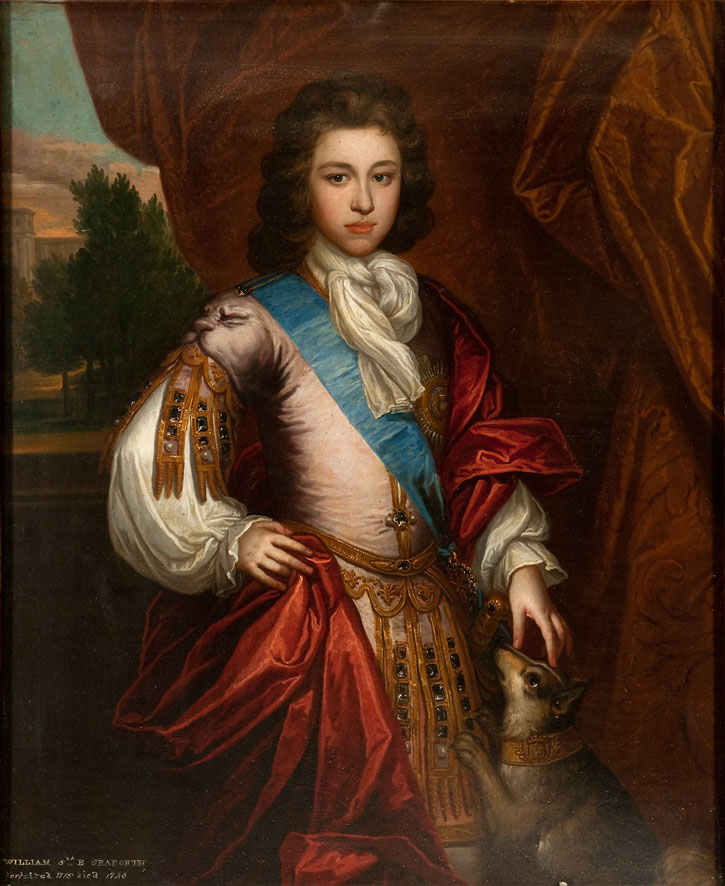
Вільям Маккензі, 5-й граф Сіфорт